# Chapelle Sainte-Marie-Madeleine de Guirande
Pour les articles homonymes, voir Chapelle Sainte-Marie-Madeleine.
La chapelle Sainte-Marie-Madeleine de Guirande est située dans la commune de Felzins (Lot). 

## Localisation
La chapelle Saint-Marie-Madeleine est située au lieu-dit Guirande, sur le territoire de la commune de Felzins dans le département du Lot.

## Historique
La chapelle pourrait être déjà mentionnée dans les dépendances de l'abbaye de Conques au Xe siècle.
L'église est une dépendance du prieuré Notre-Dame du Chalard du XIIe siècle au XVIIIe siècle.
La chapelle a été construite au XIIe siècle et XIIIe siècle avec une reconstruction ou surélévation de la nef au XVe siècle.
L'édifice est inscrit au titre des monuments historiques en août 2008.

## Description

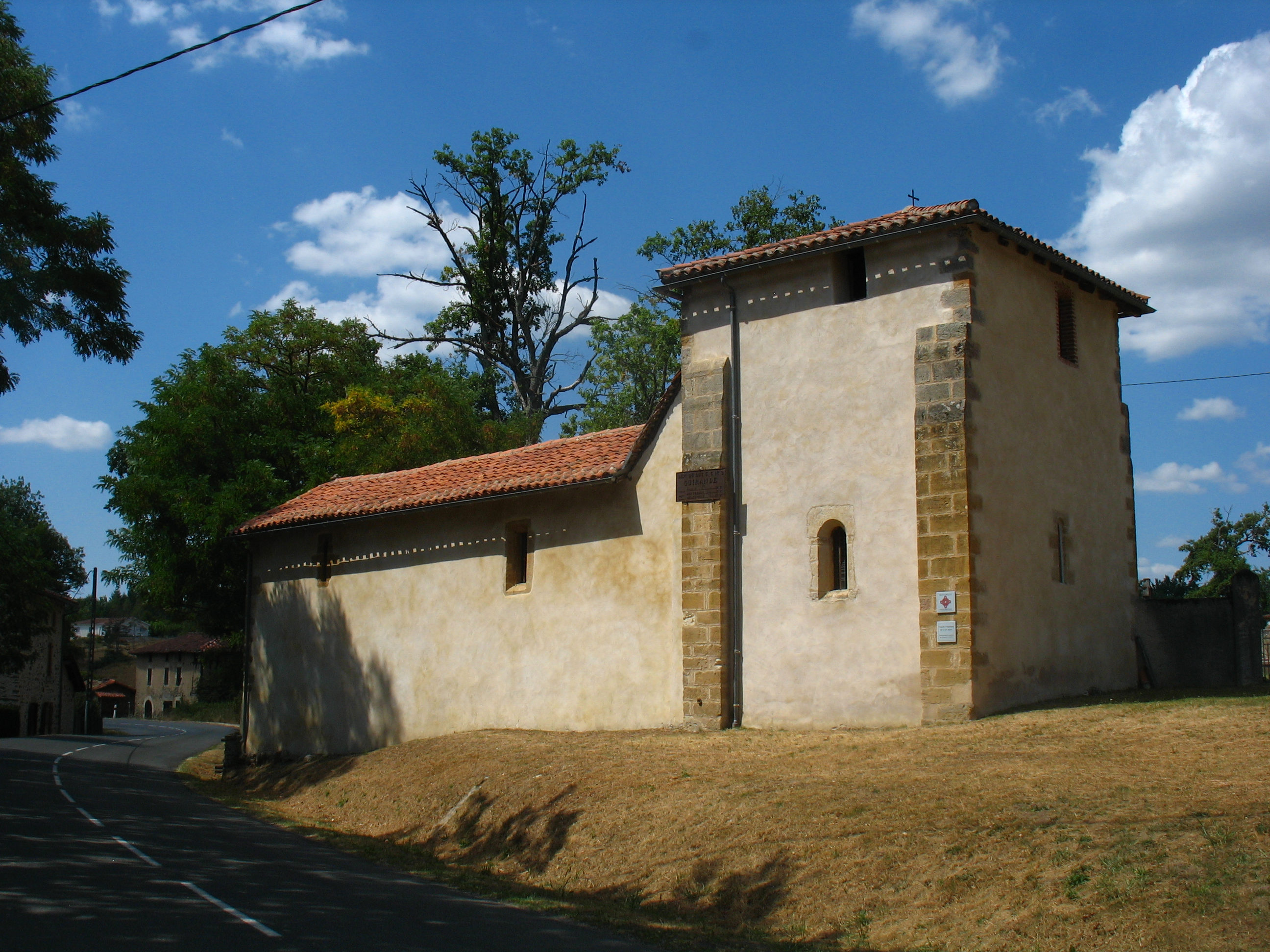
Vue de l'extérieur

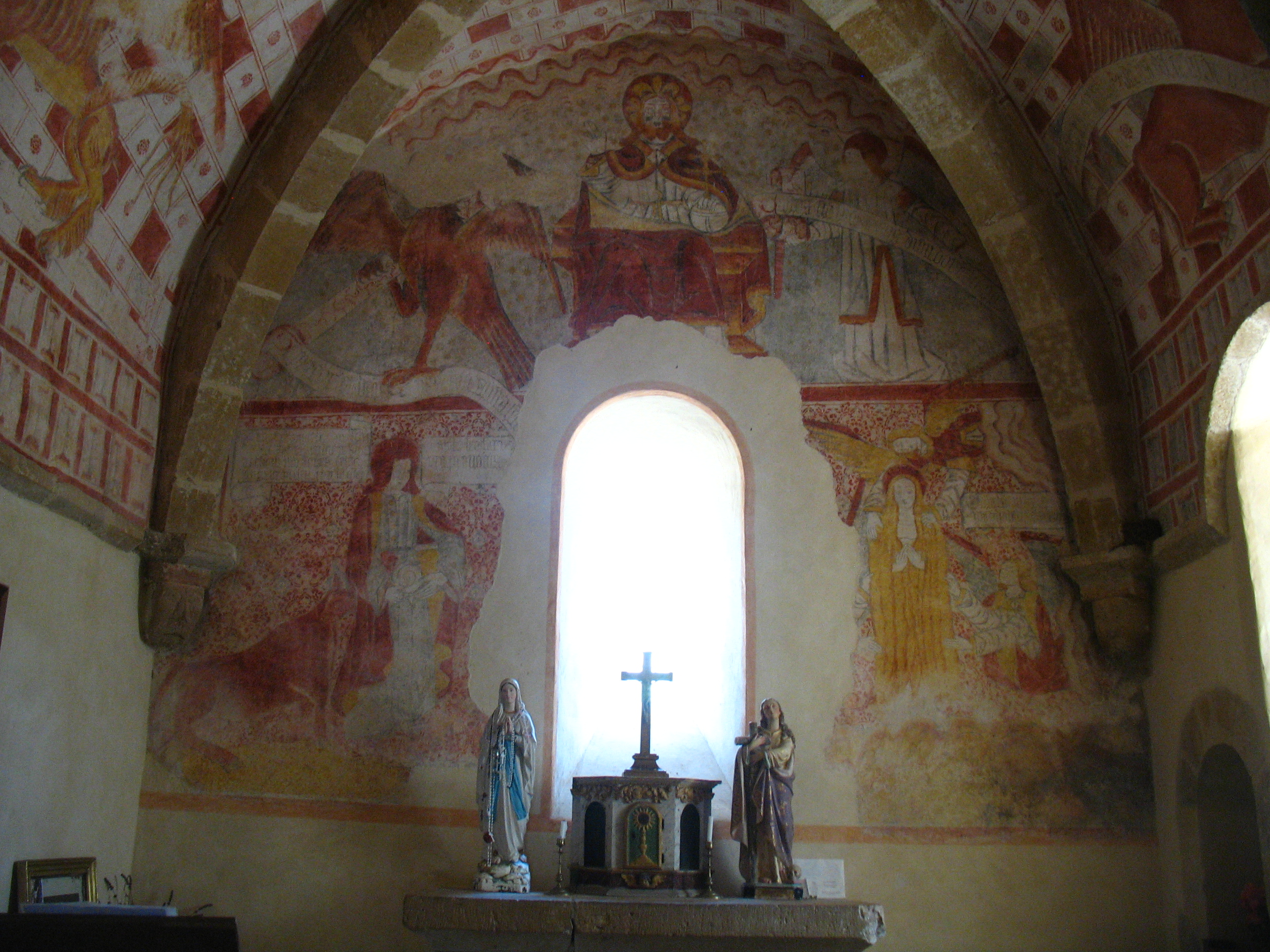
Abside

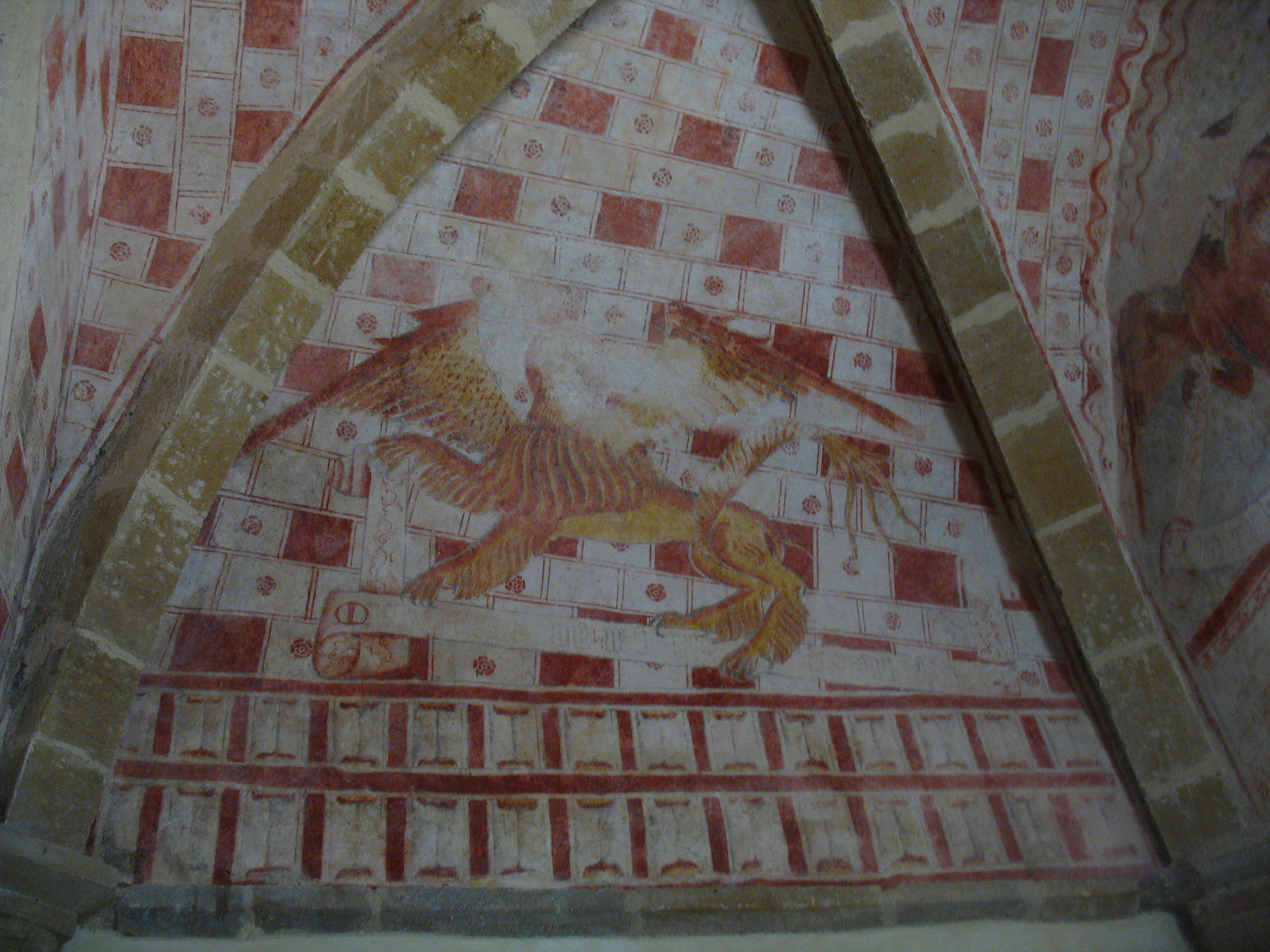
Peintures murales dans l'abside: Le lion de Saint Marc

Elle se compose d'une nef charpentée et d'une abside portée par des ogives à section carrée. La base de ces ogives repose sur des culots représentant des masques de pierre datant du XIIe siècle ou du début du XIIIe siècle

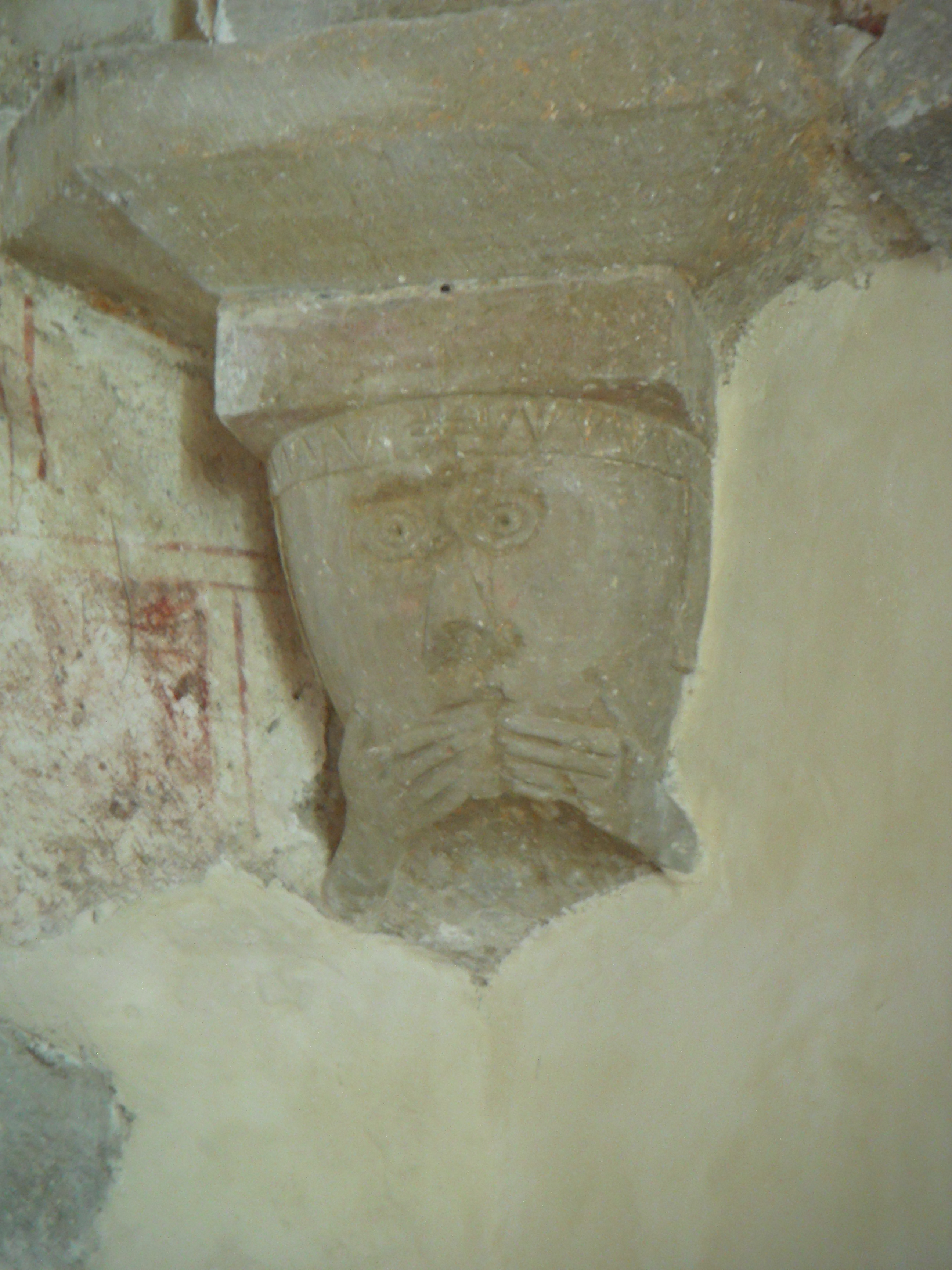
Culot NO
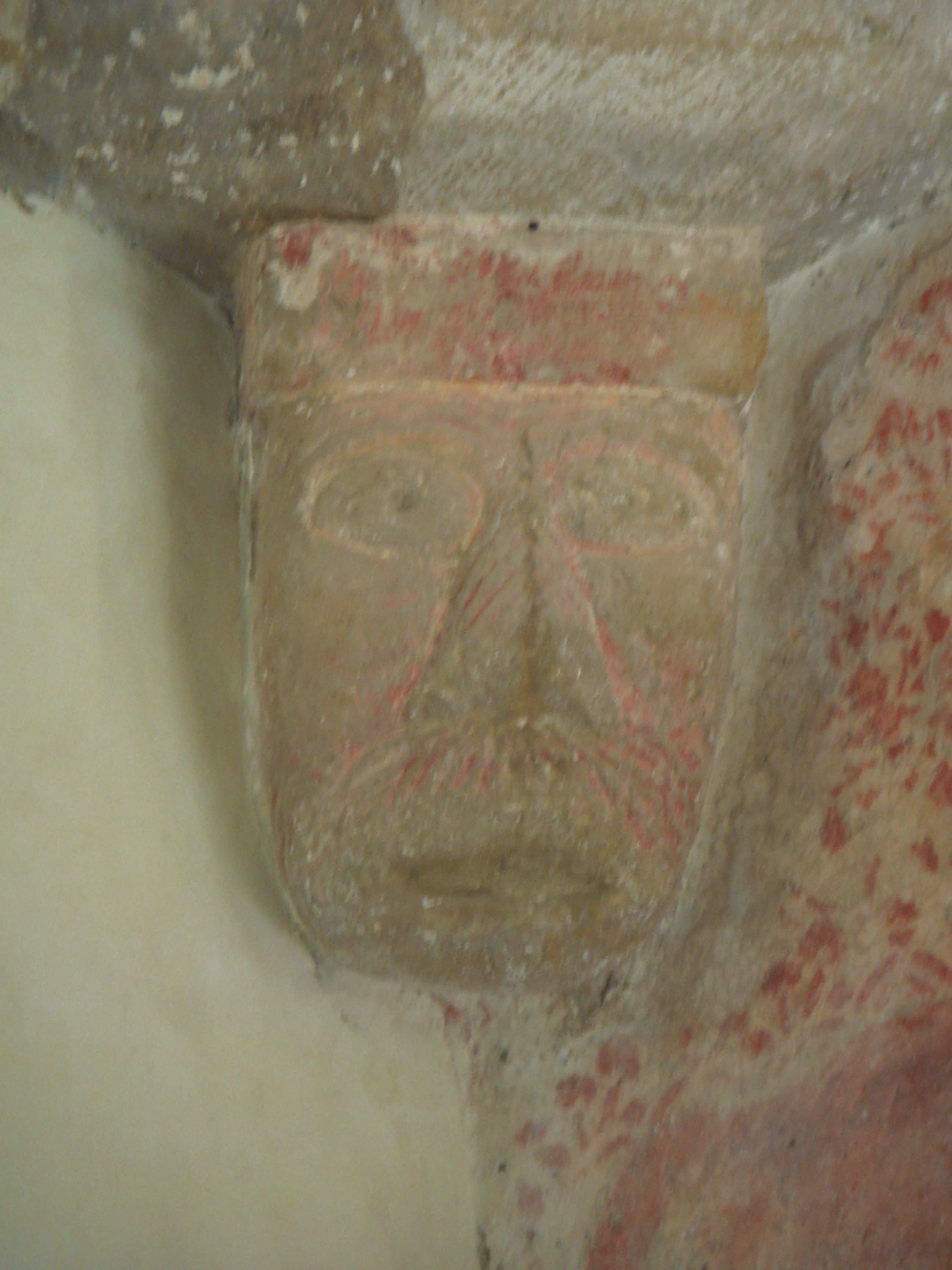
Culot NE
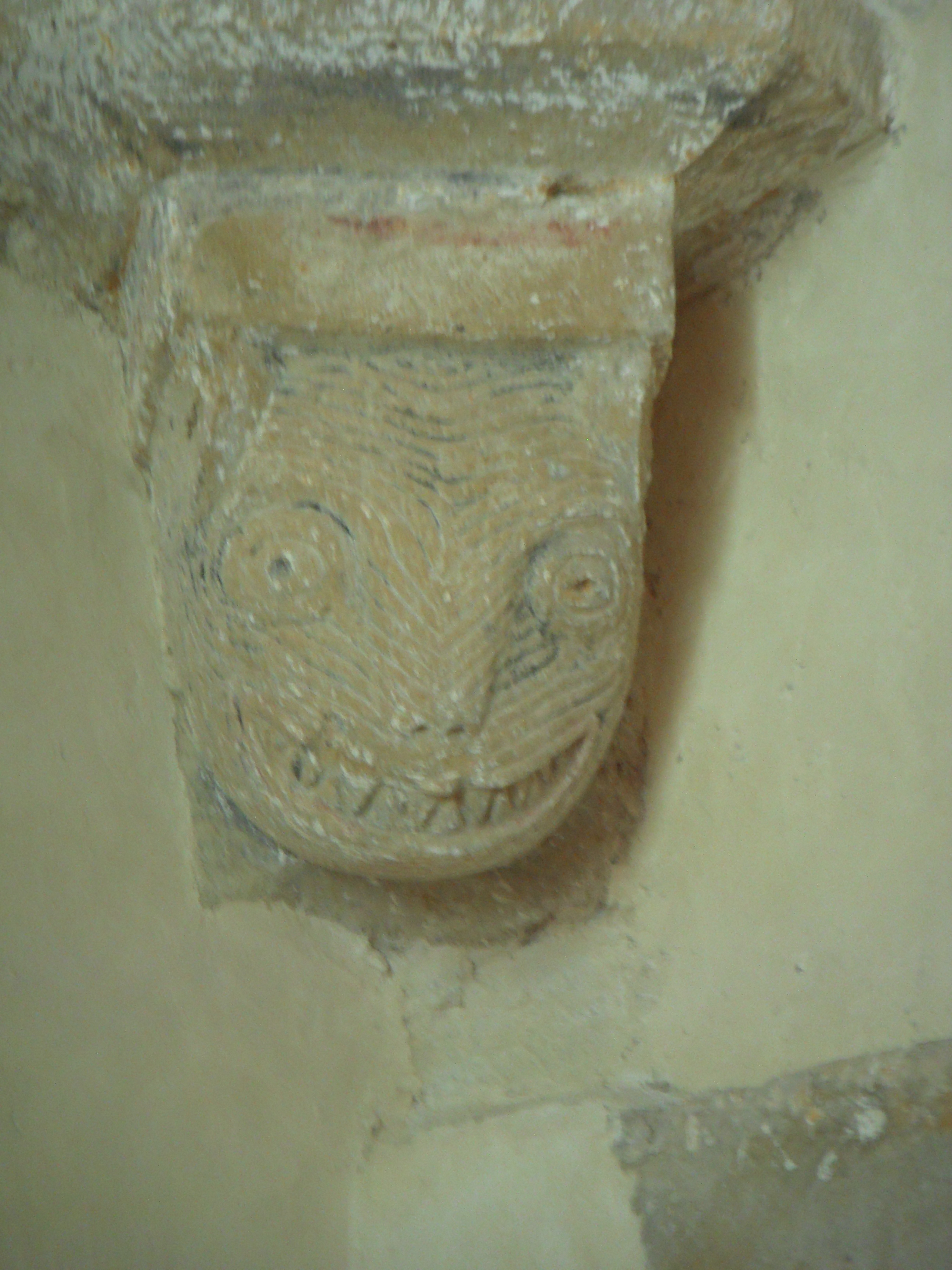
Culot SO
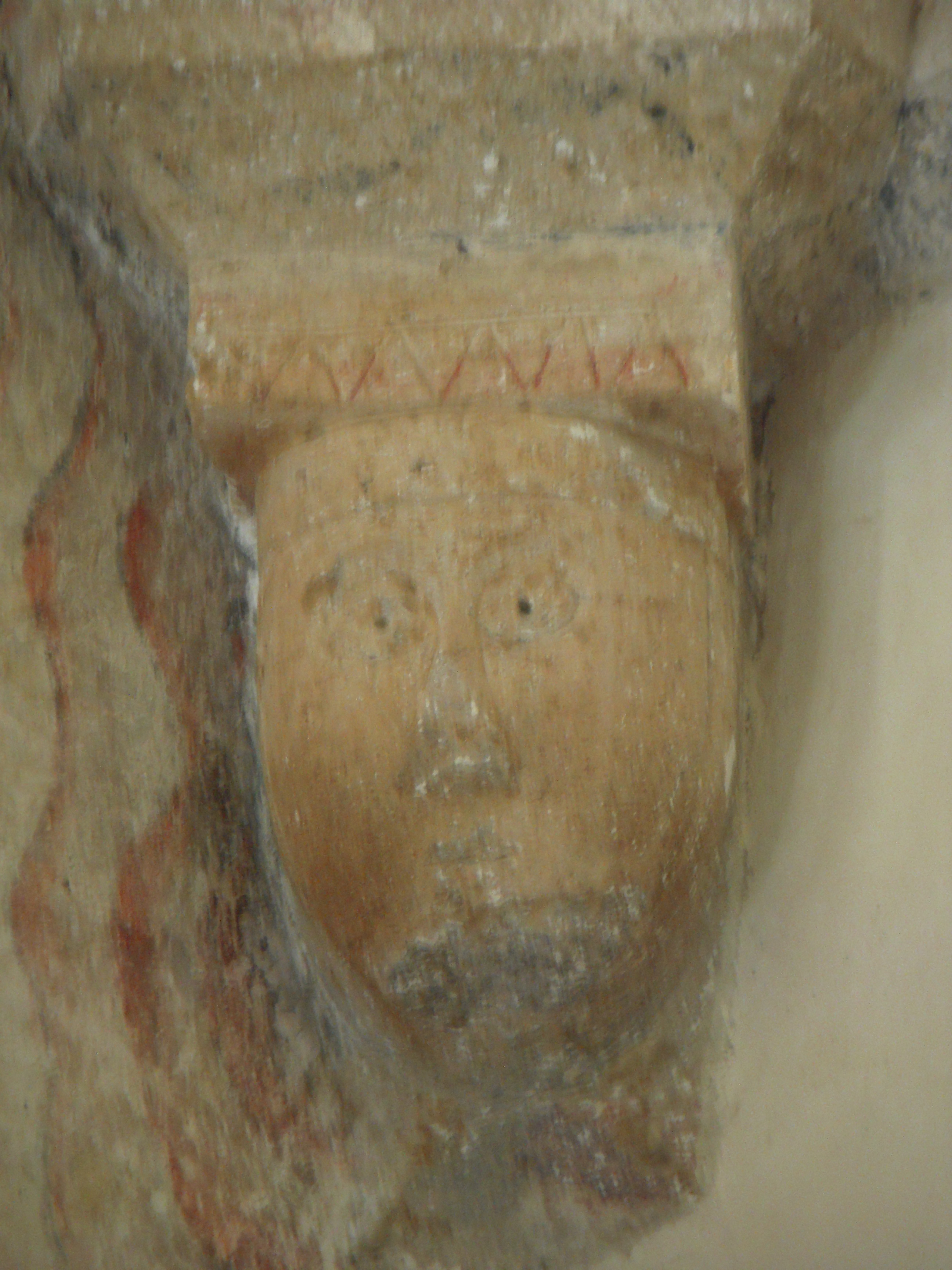
Culot SE

## Décor
L'abside à chevet plat est ornée dans sa partie supérieure d'un christ en majesté, encadré au nord par un aigle symbole de l'évangéliste Saint Jean et au sud par un homme, symbole de l'évangéliste Saint Matthieu tandis que la partie inférieure est consacrée à deux scènes hagiographiques. Côté nord, on distingue le martyre de Saint Namphaise, tenant ses entrailles, tandis que sur le côté sud est décrit le ravissement de Sainte Marie-Madeleine.

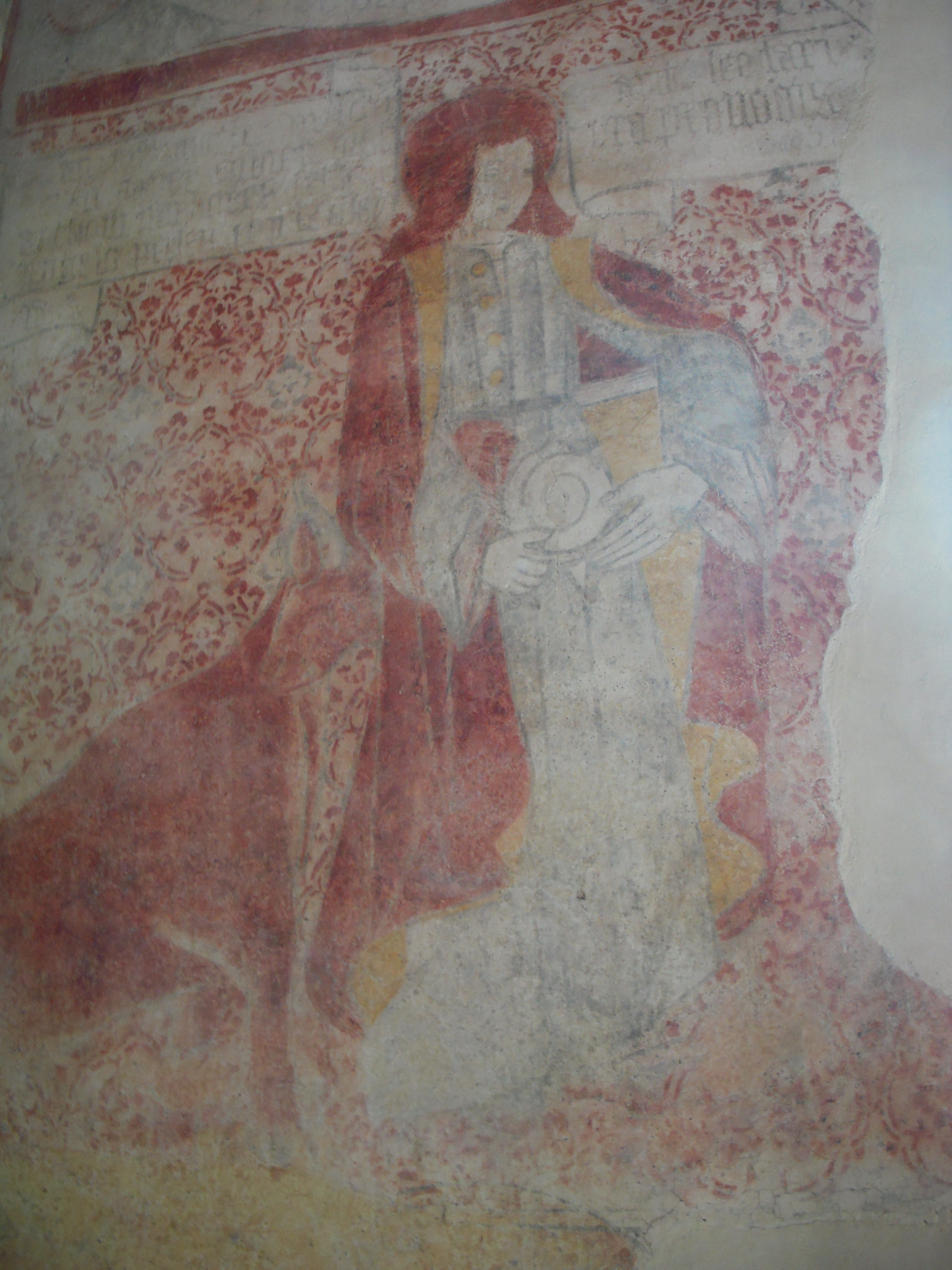
Martyre de Saint Namphaise
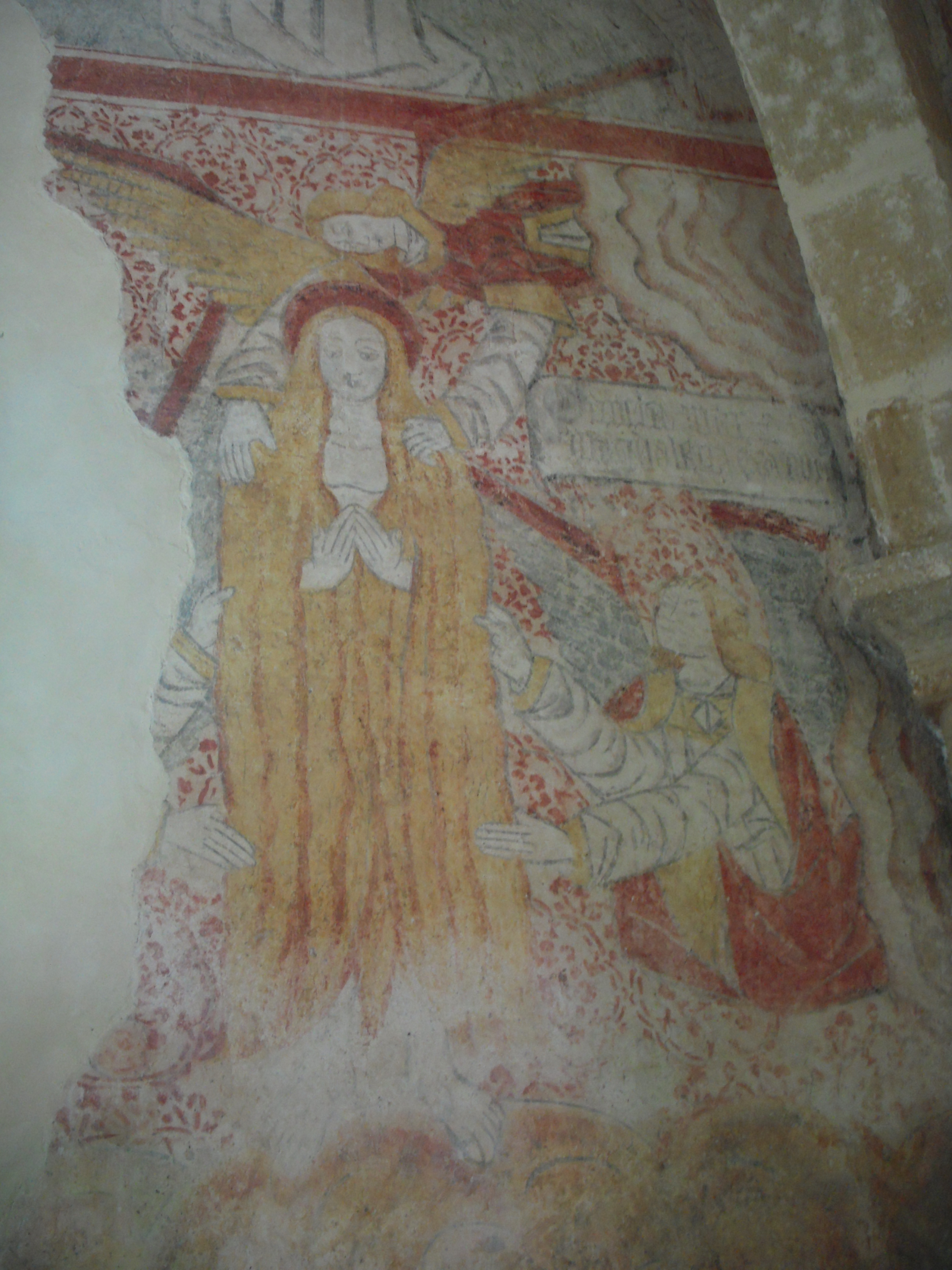
Ravissement de Sainte Marie-Madeleine

Sur la voute, côté nord, est représenté un lion, symbole de l'évangéliste Saint Marc. Sur la voute côté sud, un taureau, symbole de l'évangéliste Saint Luc, tient entre ses pattes un phylactère. Ces deux dernières peintures complètent le Christ en majesté et évoquent la vision d'Ézéchiel (Ez 1, 1-14) et le tétramorphe.

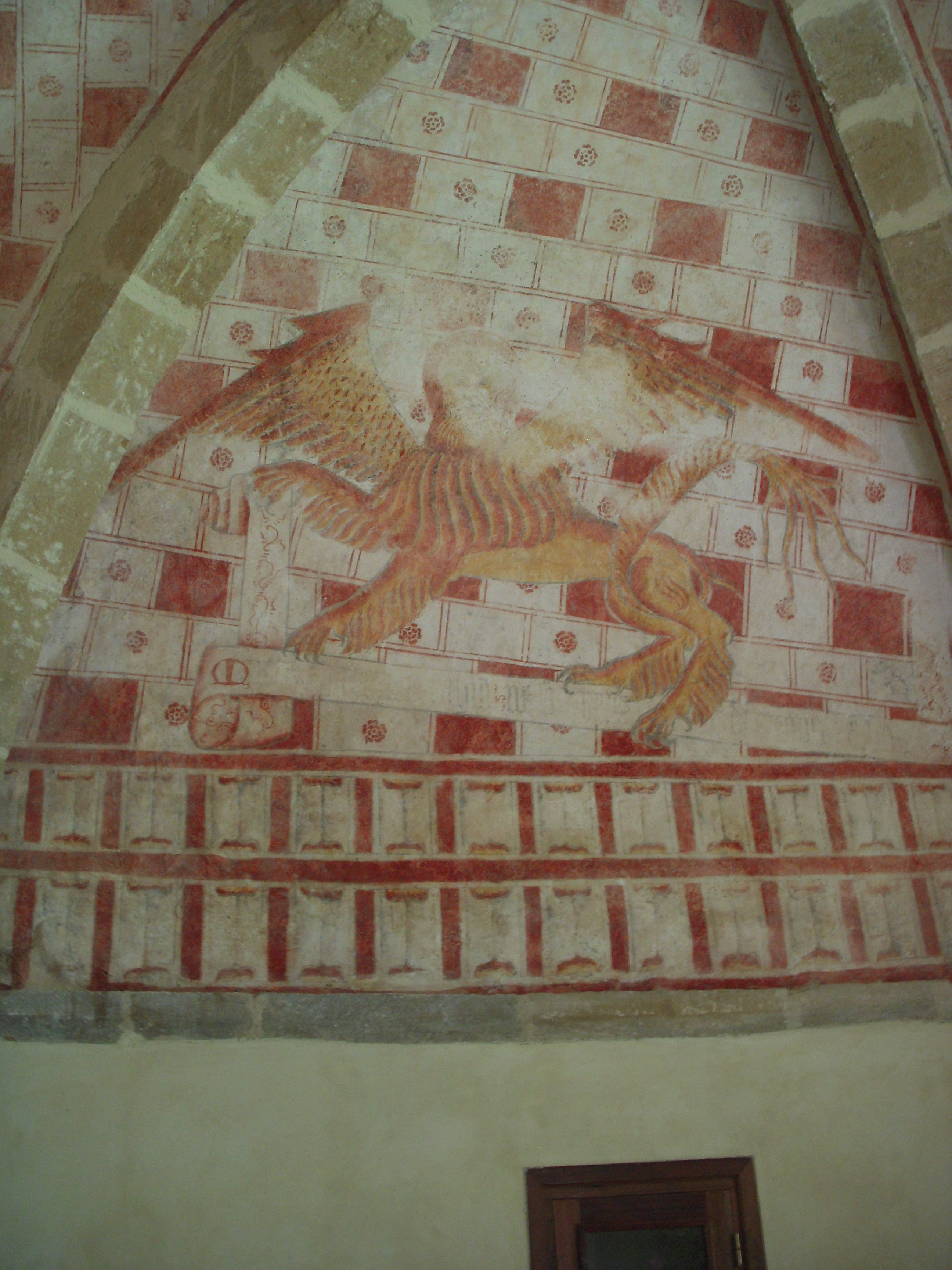
Le lion de Saint Marc
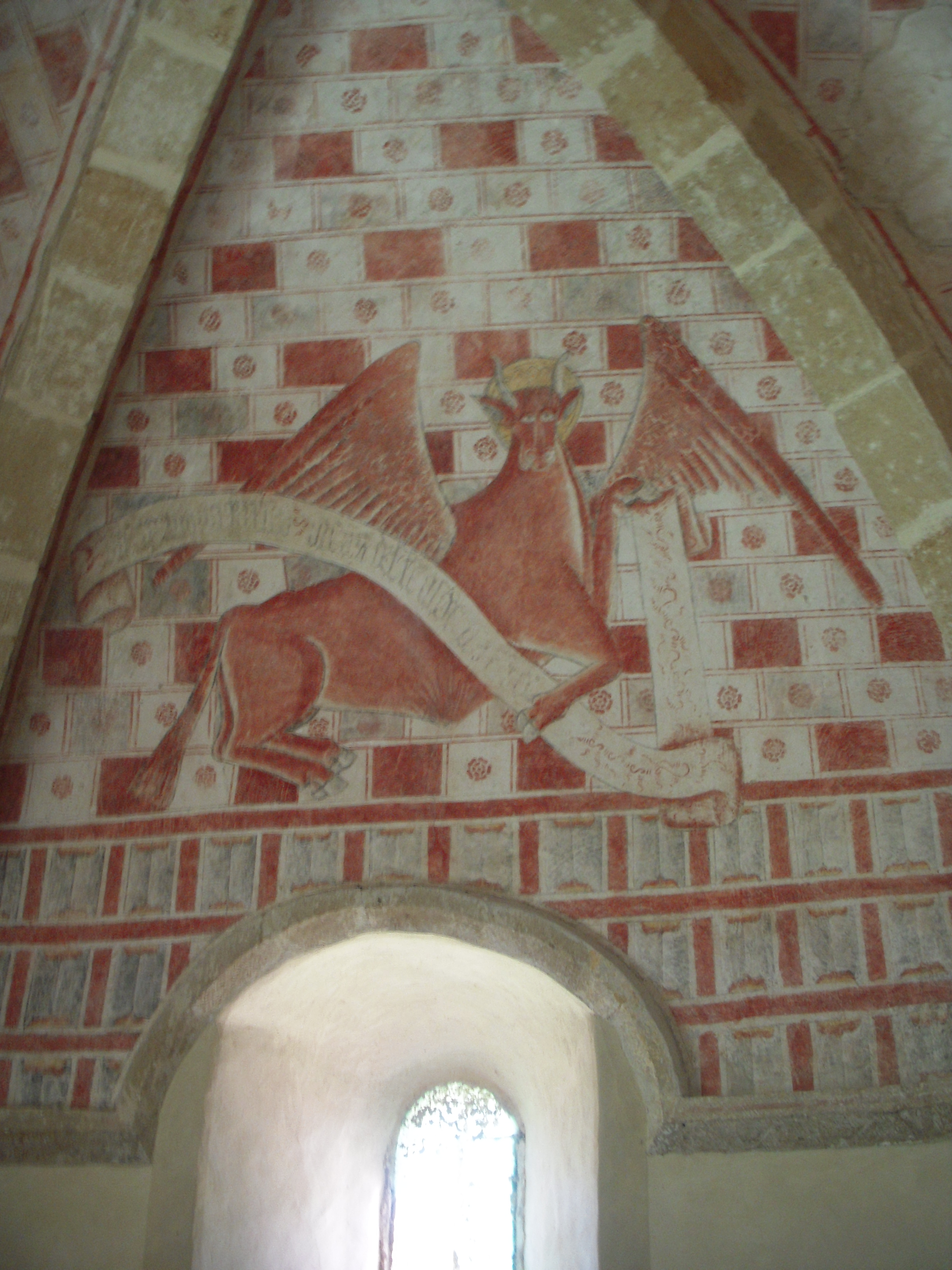
Le taureau de Saint Luc

Les peintures murales ont été classées à titre d'objet en 1969.